# Cancioneiro da Vaticana

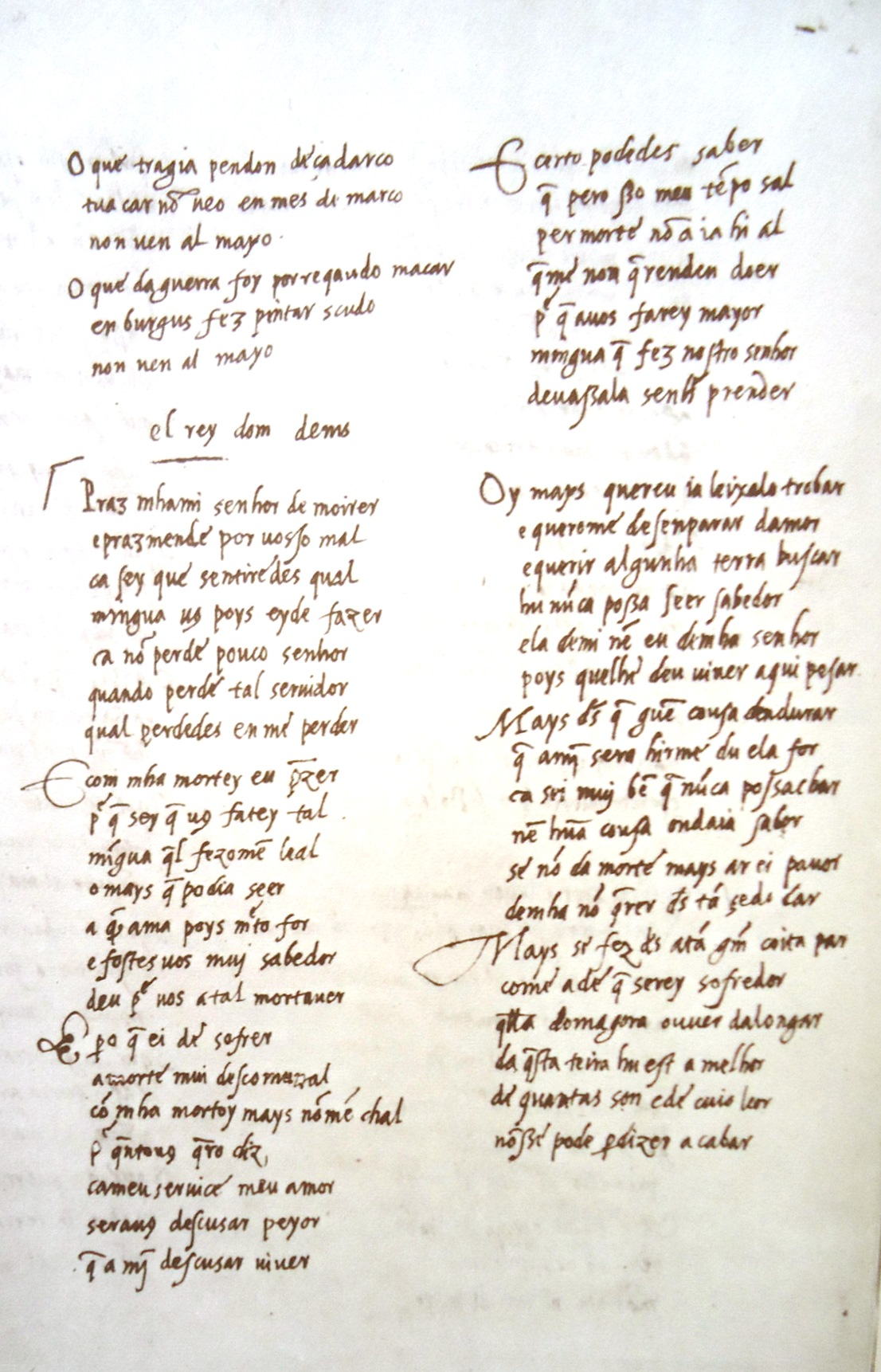
Uma das páginas do Cancioneiro da Biblioteca Vaticana com as primeiras cantigas de D. Dinis.

O Cancioneiro da Biblioteca Vaticana é uma colectânea medieval de 1200 cantigas trovadorescas (cantigas de amigo, de amor  e de escárnio e mal-dizer) escritas em galaico-português .
Compilado em Itália no final do século XV ou começo do século XVI, encontra-se depositado na Biblioteca do Vaticano, donde deriva o nome por que é conhecido. Em 1847 o Visconde da Carreira financiou a primeira edição que foi feita, impressa, desse manuscrito medieval, com enquadramento histórico de D. Caetano Lopes de Moura, editado pela J.P. Ailaud em Paris, e depois e, 1875 houve outra edição diplomática desse cancioneiro por Ernesto Monaci. 
Este cancioneiro, como o Cancioneiro da Biblioteca Nacional em Portugal, foi compilado depois do século XIII e abarca um espaço de tempo bem maior. Compreende não apenas obras dos poetas de Afonso III de Portugal e anteriores, como ainda os contemporâneos de Dinis de Portugal e seus filhos.

## Cancioneiro de Berkeley
O "Cancioneiro de Berkeley", anteriormente conhecido como Cancioneiro de um grande d'Hespanha é uma antiga cópia não integral (ou descriptus) feita por volta de 1600 do Cancioneiro da Vaticana que se encontra na atualidade na Bancroft Library em Berkeley (Califórnia). Foi estudado pela primeira vez em 1872 por Francisco Adolfo de Varnhagen na sua obra Cancioneirinho de Trovas Antigas.